# Taxativitat
La taxativitat de la llei penal és fruit del concepte lex certa de von Feuerbach.
Segons aquest principi, les lleis penals han de determinar de forma suficient la conducta punible i les penes associades a ella. Es pot considerar un mandat de determinació al legislador, reconegut implícitament a l'article 4.1 del Codi Penal. Té com a fonament l'aplicació calculable i igualitària de la llei a tots els subjectes.

## Atacs al principi de taxativitat
Es poden considerar atacs al principi de taxativitat:
- Tipus penals imprecisos quan al comportament prohibit.
- L'ús de conceptes indeterminats o vagues i conceptes que depenguin de la ideologia de l'aplicador.
- Termes dogmàtics només accessibles a l'expert jurídic.

## Constitucionalitat
El Tribunal Constitucional espanyol sempre ha sigut molt permissiu; ja a la STC 151/1997 afirma la compatibilitat amb el principi de legalitat de les clàusules normatives obertes o necessitades de complementació judicial. Requisits que estableix:
- Que la concreció judicial d'aquestes clàusules sigui factible en virtut de criteris lògics, tècnics o d'experiència; l'aplicador de la norma ha de seguir pautes objectives i no discrecionals.
- Que les clàusules obertes siguin constitucionalment admissibles i el legislador les pugui establir quan des de la perspectiva constitucional existeixi una forta necessitat de tutela i sigui impossible atorgar-la adequadament amb termes més precisos.
- Que es compleixi l'exigència de motivació.

## Jurisprudència relacionada
- STC 151/1997
- STC 136/1999
- STC 48/2003 de 12 de març